# مارسل بریلوئن
 مارسل بریلوئن (فرانسوی: Louis "Marcel" Brillouin‎؛ زاده ۱۹ دسامبر ۱۸۵۴ درگذشته ۱۶ ژوئن ۱۹۴۸) یک ریاضی‌دان، و فیزیک‌دان اهل فرانسه بود.